# دیوید مستاج
دیوید مستاج (انگلیسی: Davide Mastaj؛ زادهٔ ۳۰ آوریل ۱۹۹۸) بازیکن فوتبال است.
از باشگاه‌هایی که در آن بازی کرده‌است می‌توان به باشگاه فوتبال کارپی اشاره کرد.